# وزارة محمود فوزي الثانية
وزارة محمود فوزي الثانية هي الوزارة التاسعة والثمانون في تاريخ مصر والثانية في عهد أنور السادات وتشكلت في 18 نوفمبر 1970. وصدر قرار تشكيل هذه الوزارة بعد انتخاب أنور السادات رئيساً للجمهورية.:74:75

## أعضاء الحكومة
| الوزارة                                                                          | الوزير                  |
| -------------------------------------------------------------------------------- | ----------------------- |
| رئيس مجلس الوزراء                                                                | محمود فوزي              |
| نائب رئيس مجلس الوزراء للإنتاج والتجارة ووزيراً للصناعة والبترول والثروة المعدنية | عزيز صدقي               |
| نائب رئيس مجلس الوزراء للزراعة والري ووزيراً للزراعة والإصلاح الزراعي             | سيد مرعي                |
| نائب رئيس مجلس الوزراء ووزير الخارجية                                            | محمود رياض              |
| نائب رئيس مجلس الوزراء ووزير الداخلية                                            | شعراوي جمعة             |
| الحربية                                                                          | الفريق أول محمد فوزي    |
| الخزانة                                                                          | عبد العزيز حجازي        |
| الاقتصاد والتجارة الخارجية                                                       | محمد عبد الله مرزبان    |
| الإعلام                                                                          | محمد محمد فائق          |
| المواصلات                                                                        | كمال هنري أبادير        |
| الري                                                                             | إبراهيم زكي قناوي       |
| النقل                                                                            | علي زين العابدين صالح   |
| البحث العلمي                                                                     | أحمد مصطفى أحمد         |
| التخطيط                                                                          | السيد جاب الله السيد    |
| استصلاح الأراضي                                                                  | محمد بكر أحمد           |
| التربية والتعليم                                                                 | محمد حافظ غانم          |
| الشباب                                                                           | محمد صفي الدين أبو العز |
| الأوقاف وشئون الأزهر                                                             | عبد العزيز كامل         |
| التموين والتجارة الداخلية                                                        | محمد حمدي عاشور         |
| التعليم العالي                                                                   | عبد الوهاب البرلسي      |
| الشئون الاجتماعية والدولة لشئون مجلس الأمة                                       | حافظ بدوي               |
| الصحة                                                                            | عبده سلام               |
| الإسكان والمرافق                                                                 | محمد سعد الدين زايد     |
| شئون رئاسة الجمهورية                                                             | سامي شرف                |
| الكهرباء                                                                         | حلمي محمد السعيد        |
| الإدارة المحلية                                                                  | محمد أحمد محمد          |
| العدل                                                                            | حسن فهمي البدوي         |
| السياحة                                                                          | أحمد السيد درويش        |
| الثقافة                                                                          | بدر الدين أبو غازي      |
| العمل                                                                            | عبد اللطيف بلطية        |
| الدولة                                                                           | محمد حافظ إسماعيل       |
| الدولة                                                                           | أحمد عصمت عبد المجيد    |

## تعديلات
- في 5 ديسمبر 1970: صدر قرار بتولي وزير الكهرباء الاختصاصات المقررة لوزير السد العالي.
- في 3 يناير 1971: صدر قرار بتعيين أحمد نوح وزير دولة للطيران المدني.
- في 18 مارس 1971: صدر قرار بأن يكون محمد حافظ إسماعيل وزيراً للدولة للشئون الخارجية.
- في 10أبريل 1971: صدر قرار بتعيين محمد عبد السلام الزيات وزير دولة لشئون مجلس الأمة.